# Anner Bijlsma
Anne (Anner) Bijlsma (in het Engels vaak als Bylsma gespeld) (Den Haag, 17 februari 1934 – Amsterdam, 25 juli 2019) was een Nederlandse cellist. Officieel had hij de voornaam Anne, maar omdat hij daardoor vaak voor een vrouw werd aangezien heeft hij later een r toegevoegd aan zijn naam.

## Levensloop
Aanvankelijk kreeg Anner Bijlsma les van zijn vader. Daarna studeerde hij van 1950 tot 1955 bij Carel van Leeuwen Boomkamp aan het Koninklijk Conservatorium te Den Haag. Hij won de Prix d'excellence in 1957.
Vanaf 1958 was Bijlsma als solocellist verbonden aan de Nederlandse Operastichting. In 1959 won hij de Pablo Casals Competitie in Mexico. Van 1962 tot 1968 was hij eerste cellist bij het Concertgebouworkest.
In 1970 werd Bijlsma docent aan de conservatoria van Den Haag en Amsterdam. Daarnaast was hij als gastdocent verbonden aan de Berlijnse Hochschule der Künste, aan het Conservatoire de Paris en aan de Juilliard School of Music in New York. In 1995 ontving hij een eredoctoraat van het New England Conservatory.
Anner Bijlsma had als solist een veelzijdig repertoire en speelde muziek uit alle periodes van de klassieke muziek, maar in zijn latere jaren concentreerde hij zich steeds meer op oude muziek. Van de Zes cellosuites van Bach maakte hij tweemaal een succesvolle opname, in 1979 en in 1992. Gedurende vele jaren vormde Bijlsma een trio met Gustav Leonhardt en Frans Brüggen. Gedrieën toerden zij intensief langs de Europese concertzalen en gaven zij ook op andere continenten optredens. In 1978 was hij jurylid voor het internationaal concours barokinstrumenten, in het kader van het Musica Antiqua Festival in Brugge.
Anner Bijlsma was gehuwd met violiste Vera Beths. Zij traden vaak samen op in diverse kamermuziekensembles, waaronder Archibudelli. Hij had een zoon en twee dochters, onder wie de fotografe Carine Bijlsma. In de documentaire Het geheim van Boccherini portretteerde zij haar vader in relatie tot de 18e-eeuwse cellist-componist Luigi Boccherini.
Bijlsma overleed in 2019 op 85-jarige leeftijd.

## Anner Bijlsma Award
De Anner Bijlsma Award is een internationale oeuvreprijs die sinds 2014 tijdens Cello Biënnale op onregelmatige basis wordt toegekend aan "een persoon of instantie die zich op een uitzonderlijke manier verdienstelijk heeft gemaakt voor de cello of het cellorepertoire". De prijs bestaat uit een geldbedrag van 50.000 euro die de winnaar mag gebruiken voor talentontwikkeling en educatie op het gebied van de cello.
- 2014 Anner Bijlsma
- 2018 Giovanni Sollima, Italiaans cellist en componist
- 2022 Jean-Guihen Queyras, Frans cellist

## Publicaties
- Bach, the fencing master. Reading aloud from the first three cello suites. Uitg. Bylsma, Amsterdam, 1998, 197 pag.
- Bach senza Basso. Uitg. Bylsma, Amsterdam, 2012, 88 pag.